# Berth Söderlundh
Berth Söderlundh, född Bert Erik Söderlund 27 juli 1922 i Västerhaninge, död 12 november 1995 i Norrköping, var en svensk skådespelare.

## Biografi
Söderlundh började sin karriär vid Göteborgs stadsteater. Från 1953 var han engagerad vid Helsingborgs stadsteater. Efter att ha spelat vid Pionjärteatern och Riksteatern övergick han 1962 till Norrköping-Linköping stadsteater, där han tillhörde den fasta ensemblen fram till sin pension.
Han filmdebuterade i Chans (1962) i rollen som Baronen. Samma år medverkade han också i En nolla för mycket (kund i butiken Järn och metall). 1966 var han med i Myten där han hade flera olika roller (polis, socialare, spärrvakt, läkare). 1979 medverkade han i TV-filmen I frid och värdighet (i rollen som Widell) samt i TV-serien Madicken (femte avsnittet i rollen som herr Hansson). Han var även aktiv vid Radioteatern.
Han gifte sig 1945 med Gun-Britt Nilsson, med vilken han fick två barn. Berth Söderlundh är gravsatt i minneslunden på S:t Johannes kyrkogård i Norrköping.

## Filmografi
- 1962 – Chans
- 1962 – En nolla för mycket
- 1966 – Myten eller Han snodde en blomma och fick springa för livet
- 1979 – I frid och värdighet
- 1979 – Madicken (TV-serie)

## Teater

### Roller (ej komplett)
| År   | Roll                          | Produktion                                                                     | Regi                 | Teater                           |
| ---- | ----------------------------- | ------------------------------------------------------------------------------ | -------------------- | -------------------------------- |
| 1950 | Gendarm                       | Guds ord på landet Ramón del Valle-Inclán                                      | Ingmar Bergman       | Göteborgs stadsteater            |
| 1953 | Kyparen                       | Drömflickan Elmer Rice                                                         | Johan Falck          | Helsingborgs stadsteater         |
| 1953 | Pedersen                      | Swedenhielms Hjalmar Bergman                                                   | Johan Falck          | Helsingborgs stadsteater         |
| 1953 | Arialdo                       | Henrik IV Luigi Pirandello                                                     | Johan Falck          | Helsingborgs stadsteater         |
| 1953 | Läkaren                       | Rendez-vous med lyckan Jean Anouilh                                            | Johan Falck          | Helsingborgs stadsteater         |
| 1954 | Skomakaren                    | Mästerkatten i stövlar Hans Werner                                             | Willy Keidser        | Helsingborgs stadsteater         |
| 1954 | Antonio                       | Stormen William Shakespeare                                                    | Johan Falck          | Helsingborgs stadsteater         |
| 1954 | Notarien                      | Kanske en diktare Ragnar Josephson                                             | Gunnar Ekström       | Helsingborgs stadsteater         |
| 1954 | Colby Simpkins                | Privatsekreteraren T.S. Eliot                                                  | Åke Engfeldt         | Helsingborgs stadsteater         |
| 1954 | David Harris                  | The och sympati Robert Anderson                                                | Gunnar Ekström       | Helsingborgs stadsteater         |
| 1955 | Allerts                       | Kristina August Strindberg                                                     | Johan Falck          | Helsingborgs stadsteater         |
| 1955 | Simon Stimson                 | Vår lilla stad Thornton Wilder                                                 | Erik Berglund        | Helsingborgs stadsteater         |
| 1955 | Alfred Metcalfe               | Dollargrinet George S. Kaufman och Howard Teichmann                            | Johan Falck          | Helsingborgs stadsteater         |
| 1955 | Savary                        | Madame Sans-Gêne Victorien Sardou och Émile Moreau                             | Johan Falck          | Helsingborgs stadsteater         |
| 1955 | Poliskommissarie Street       | Måndagsäventyr John Boynton Priestley                                          | Gunnar Ekström       | Helsingborgs stadsteater         |
| 1955 | Hoyos                         | Mayerlingdramat Maxwell Anderson                                               | Johan Falck          | Helsingborgs stadsteater         |
| 1955 | Omura                         | Thehuset Augustimånen John Patrick                                             | Stig Olin            | Helsingborgs stadsteater         |
| 1956 | Jesus Flores                  | El Matador Leslie Stevens                                                      | Johan Falck          | Helsingborgs stadsteater         |
| 1956 | Jerrys far                    | Urladdning Clifford Odets                                                      | Gunnar Ekström       | Helsingborgs stadsteater         |
| 1956 | Doktorn                       | Kameliadamen Alexandre Dumas den yngre                                         | Johan Falck          | Helsingborgs stadsteater         |
| 1956 | Herr Durand                   | Gröna fracken Gaston Arman de Caillavet och Robert de Flers                    | Johan Falck          | Helsingborgs stadsteater         |
| 1956 | Biante                        | Drottningen och rebellerna Ugo Betti                                           | Leo Golowin          | Helsingborgs stadsteater         |
| 1956 | Kyrkoherden                   | Toreadorvalsen Jean Anouilh                                                    | Johan Falck          | Helsingborgs stadsteater         |
| 1957 | Stephen Spittigue             | Charleys tant Brandon Thomas                                                   | Leo Golowin          | Helsingborgs stadsteater         |
| 1957 | Jim Hawkins                   | Skattkammarön Robert Louis Stevenson                                           | Willy Keidser        | Helsingborgs stadsteater         |
| 1962 | Kammartjänaren                | Jeppe på berget Ludvig Holberg                                                 | John Zacharias       | Norrköping-Linköping stadsteater |
| 1963 | Hamlets faders vålnad         | Hamlet William Shakespeare                                                     | Lars Barringer       | Norrköping-Linköping stadsteater |
| 1963 | Sam                           | I hemligaste laget Arthur Watkyn                                               | Sture Ericson        | Norrköping-Linköping stadsteater |
| 1963 | Diktaren                      | Ett drömspel August Strindberg                                                 | Olof Molander        | Norrköping-Linköping stadsteater |
| 1964 | Johann Wilhelm Möbius         | Fysikerna Friedrich Dürrenmatt                                                 | Lars Barringer       | Norrköping-Linköping stadsteater |
| 1964 | Polischefen                   | Grop åt andra Pierre-Aristide Bréal                                            | Lars Barringer       | Norrköping-Linköping stadsteater |
| 1964 | Andrej Sergejevitj Prozorov   | Tre systrar Anton Tjechov                                                      | Lars Barringer       | Norrköping-Linköping stadsteater |
| 1965 |                               | Soldaten Svejk Karl Larsen                                                     | Lars Gerhard Norberg | Norrköping-Linköping stadsteater |
| 1965 | Robert Oppenheimer            | Fallet Oppenheimer Heinar Kipphardt                                            | John Zacharias       | Norrköping-Linköping stadsteater |
| 1965 | Avdelningschefen              | Herr Fancy Arthur Johansson                                                    | John Zacharias       | Norrköping-Linköping stadsteater |
| 1966 | Pastorn                       | Fadren August Strindberg                                                       | Ernst Günther        | Norrköping-Linköping stadsteater |
| 1966 | Regeringsrådet                | Kurvan Tankred Dorst                                                           | Sture Ericson        | Norrköping-Linköping stadsteater |
| 1966 | Jeronimus                     | Erasmus Montanus Ludvig Holberg                                                | Torsten Sjöholm      | Norrköping-Linköping stadsteater |
| 1966 | Karl Koppe                    | Meteoren Friedrich Dürrenmatt                                                  | John Zacharias       | Norrköping-Linköping stadsteater |
| 1966 | Alfredo                       | Köket Arnold Wesker                                                            | Ernst Günther        | Norrköping-Linköping stadsteater |
| 1967 | Luka                          | Natthärbärget eller På botten Maksim Gorkij                                    | Lars Gerhard Norberg | Norrköping-Linköping stadsteater |
| 1967 | William Buttler, läkare       | O du milda vilda väst eller Det blåser i sassafrasträden René de Obaldia       | Sture Ericson        | Norrköping-Linköping stadsteater |
| 1967 |                               | Ännu ej preskriberat Pi Lind                                                   | Pi Lind              | Norrköping-Linköping stadsteater |
| 1967 | Sankte Per                    | Himmelrikets nycklar eller Sankte Per vandrar på jorden August Strindberg      | Johan Falck          | Norrköping-Linköping stadsteater |
| 1967 | Shallow                       | Muntra fruarna i Windsor William Shakespeare                                   | Lars Gerhard Norberg | Norrköping-Linköping stadsteater |
| 1968 | Mordcha                       | Spelman på taket Joseph Stein, Jerry Bock och Sheldon Harnick                  | John Zacharias       | Norrköping-Linköping stadsteater |
| 1968 | Harry                         | Flotten Kent Andersson                                                         | Lars Gerhard Norberg | Norrköping-Linköping stadsteater |
| 1968 | Kürmann                       | Biografi Max Frisch                                                            | Torsten Sjöholm      | Norrköping-Linköping stadsteater |
| 1968 | Syster Gunnel                 | Hemmet Kent Andersson och Bengt Bratt                                          | Lars Gerhard Norberg | Norrköping-Linköping stadsteater |
| 1969 | Johansson                     | Spöksonaten August Strindberg                                                  | Lars-Erik Liedholm   | Norrköping-Linköping stadsteater |
| 1969 | Picaluga                      | Emigranten från Brisbane Georges Schehadé                                      | Bertil Norström      | Norrköping-Linköping stadsteater |
| 1969 |                               | Halva kungariket Allan Edwall                                                  | Lars Gerhard Norberg | Norrköping-Linköping stadsteater |
| 1970 | Brukspatronen                 | Wermlännigarne Fredrik August Dahlgren och Andreas Randel                      | Bertil Norström      | Norrköping-Linköping stadsteater |
| 1970 | Majoren                       | Hoppa — vi har nät Joseph Heller                                               | Torsten Sjöholm      | Norrköping-Linköping stadsteater |
| 1970 | Josef Gross                   | Ut med språket Václav Havel                                                    | Lars Gerhard Norberg | Norrköping-Linköping stadsteater |
| 1970 | Arkadij                       | En månad på landet Ivan Turgenev                                               | John Zacharias       | Norrköping-Linköping stadsteater |
| 1970 | Egeus                         | En midsommarnattsdröm William Shakespeare                                      | Torsten Sjöholm      | Norrköping-Linköping stadsteater |
| 1971 | Jerrys far                    | Lavendel Walentin Chorell                                                      | Bertil Norström      | Norrköping-Linköping stadsteater |
| 1972 |                               | Canterburysägner Martin Starkie, Nevill Coghill, Richard Hill och John Hawkins | Torsten Sjöholm      | Norrköping-Linköping stadsteater |
| 1972 | Hovstad                       | En folkfiende Henrik Ibsen                                                     | Torsten Sjöholm      | Norrköping-Linköping stadsteater |
| 1972 |                               | Vägen till Kanaan Rudolf Värnlund                                              | Lars Gerhard Norberg | Norrköping-Linköping stadsteater |
| 1973 |                               | Herr Puntila och hans dräng Matti Bertolt Brecht                               | Jan Lewin            | Norrköping-Linköping stadsteater |
| 1973 |                               | Kungens rosor Bertil Norström och Lars Gerhard Norberg                         | Lars Gerhard Norberg | Norrköping-Linköping stadsteater |
| 1974 | Mördar'n                      | Midsommardröm i fattighuset Pär Lagerkvist                                     | Hans Elfvin          | Norrköping-Linköping stadsteater |
| 1974 | Philinte                      | Misantropen efter Molière Tony Harrison                                        | Torsten Sjöholm      | Norrköping-Linköping stadsteater |
| 1974 | Fritz, betjänt                | Drottningens juvelsmycke Carl Jonas Love Almqvist                              | Torsten Sjöholm      | Norrköping-Linköping stadsteater |
| 1975 | Främlingen                    | Körsbärsträdgården Anton Tjechov                                               | Gunnel Lindblom      | Norrköping-Linköping stadsteater |
| 1975 | Baltzar von Platen Direktören | Göta Kanal Lars Gerhard Norberg, Bertil Norström och Jan-Olof Lindstedt        | Lars Gerhard Norberg | Norrköping-Linköping stadsteater |
| 1975 | Konrad                        | Mycket väsen för ingenting William Shakespeare                                 | Hans Elfvin          | Norrköping-Linköping stadsteater |
| 1975 | Renault                       | Brevbäraren från Arles Ernst Bruun Olsen                                       | Torsten Sjöholm      | Norrköping-Linköping stadsteater |
| 1976 | August Strindberg             | Tribadernas natt P.O. Enquist                                                  | John Zacharias       | Norrköping-Linköping stadsteater |
| 1977 | Fursten                       | Romeo och Julia William Shakespeare                                            | Hans Elfvin          | Norrköping-Linköping stadsteater |
| 1980 | Renhållningsmannen            | Till Fedra Per Olov Enquist                                                    | Gun Jönsson          | Norrköping-Linköping stadsteater |

## Radioteater

### Roller
| År   | Roll       | Produktion                                                 | Regi                |
| ---- | ---------- | ---------------------------------------------------------- | ------------------- |
| 1950 | Direktören | Miljonpundssedeln (The Million Pound Bank Note) Mark Twain | Benkt-Åke Benktsson |